# 德米特里夫卡 (大列佩季哈區)
47°15′54″N 34°10′6″E / 47.26500°N 34.16833°E
德米特里夫卡（烏克蘭語：Дмитрівка）是位於烏克蘭南部的村莊，由赫爾松州卡霍夫卡區的大萊佩蒂哈市鎮負責管轄。該村始建於1792年，面積1.66平方公里，海拔高度74米，2001年人口132，人口密度每平方公里79.4人。